# La Petite Décharge
La Petite Décharge est le nom de l'un des deux émissaires du lac Saint-Jean, l'autre étant la Grande Décharge. Cette rivière coule au sud de l'île d'Alma, sur la rive nord-ouest du fleuve Saint-Laurent, dans la ville d’Alma, dans la municipalité régionale de comté (MRC) de Lac-Saint-Jean-Est, dans la région administrative de Saguenay–Lac-Saint-Jean, dans la Province de Québec, au Canada.
La Petite Décharge marque la limite sud de l'île d'Alma. À l'est de cette île, les deux émissaires se rencontrent et forment à leur confluent la rivière Saguenay.
Les principales activités économiques sont de type urbaine (soit la ville d'Alma), industrielle et récréotouristique.
La Petite Décharge est desservie du côté nord par les boulevards Mélançon-Ouest et Maurice-Paradis, ainsi que par les rues aménagées sur l'île d'Alma ; du côté sud par le chemin du Golf, la rue Scott Ouest, le boulevard des Cascades, la rue Sacré-Cœur Est et le boulevard Auger Est.
La surface de La Petite Décharge est habituellement gelée de la fin novembre au début avril, et la circulation sécuritaire sur la glace se fait généralement de la mi-décembre à la fin mars.

## Géographie
D'une longueur de 16,2 kilomètres, la Petite Décharge est parsemée de rapides tout le long de son parcours.
Les principaux bassins versants voisins de la Petite Décharge sont :
- Côté nord : La Grande Décharge, rivière aux Chicots, rivière aux Harts, rivière Mistouk ;
- Côté est : rivière Saguenay ;
- Côté sud : rivière Bédard ;
- Côté ouest : lac Saint-Jean[3].

La Petite Décharge constitue le deuxième émissaire du lac Saint-Jean dont l’embouchure est située dans la ville d'Alma, à :
- 11,0 km à l'ouest de l'embouchure de La Petite Décharge ;
- 8,8 km à l'ouest du centre-ville d'Alma[3],[4].

À partir de sa source, la Petite Décharge coule sur 16,2 km en zone forestière, puis urbaine, selon les segments suivants :
- 3,2 km vers l'est, puis le nord dans un élargissement de la rivière, jusqu'à un coude de rivière correspondant à la décharge du lac Sophie (venant du nord) ;
- 3,2 km vers le sud-est, jusqu’à la confluence de la rivière Bédard (venant du sud) ;
- 7,6 km vers l'est en passant dans la ville d'Alma en passant sous un premier pont routier, sous le pont ferroviaire, un second pont routier, jusqu'au pont de la route 169 ;
- 2,2 km vers l'est en traversant la zone de l'Hydrobase Alma jusqu’à l’embouchure de la rivière[3].

La Petite Décharge se déverse à la pointe est de l'île d'Alma, coincidant avec la confluence de La Grande Décharge (venant du nord-ouest). Cette dernière est traversée vers l’est par la rivière Saguenay. Cette embouchure est située à :
- 2,1 km à l'est du centre-ville d'Alma ;
- 4,4 km au sud-est de la centrale hydroélectrique de l'Île Maligne ;
- 35,3 km à l'ouest du centre-ville de Saguenay ;
- 63,0 km à l'ouest de l’embouchure de la rivière Saguenay[3].

## Galerie d'images

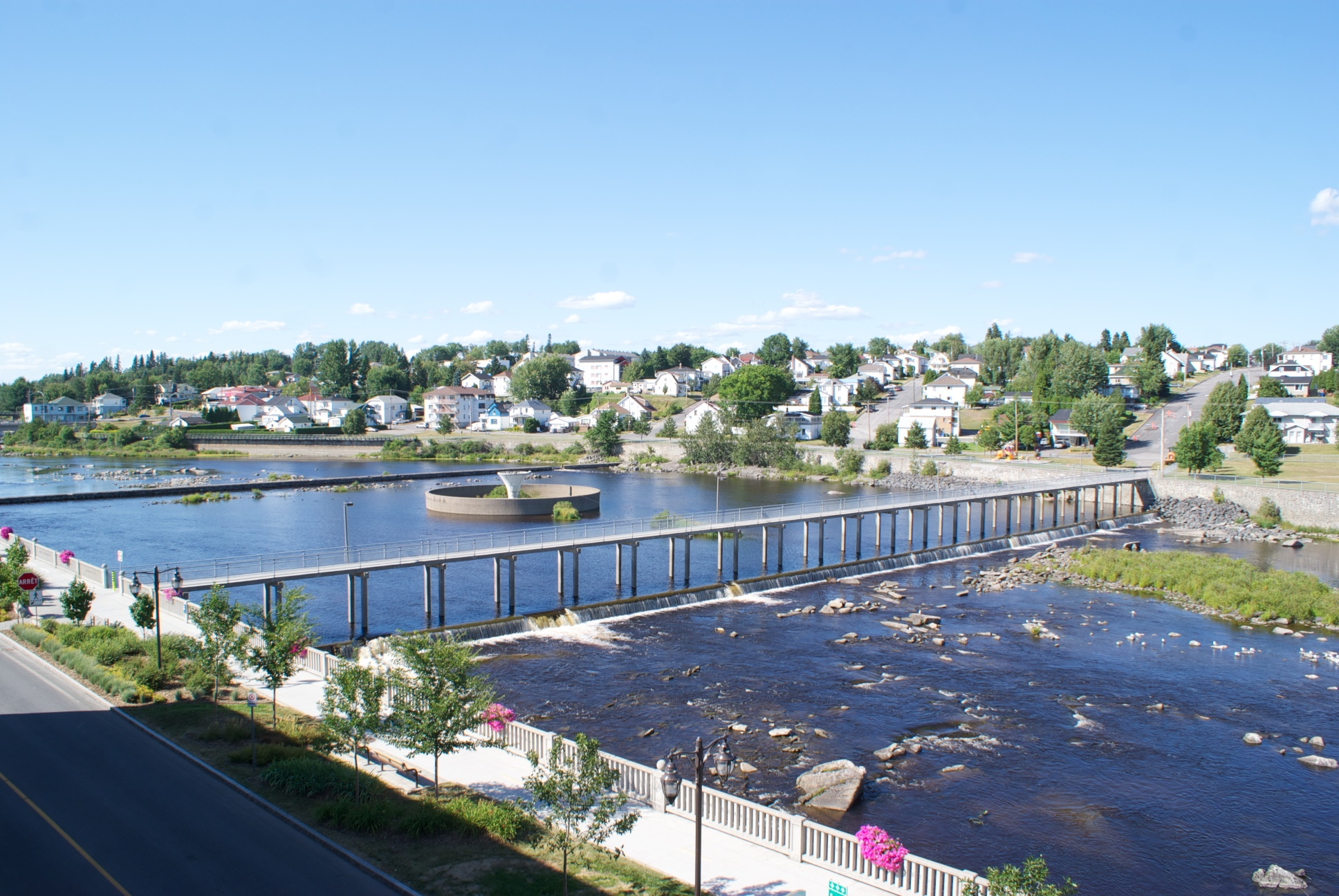
Passerelle du centenaire
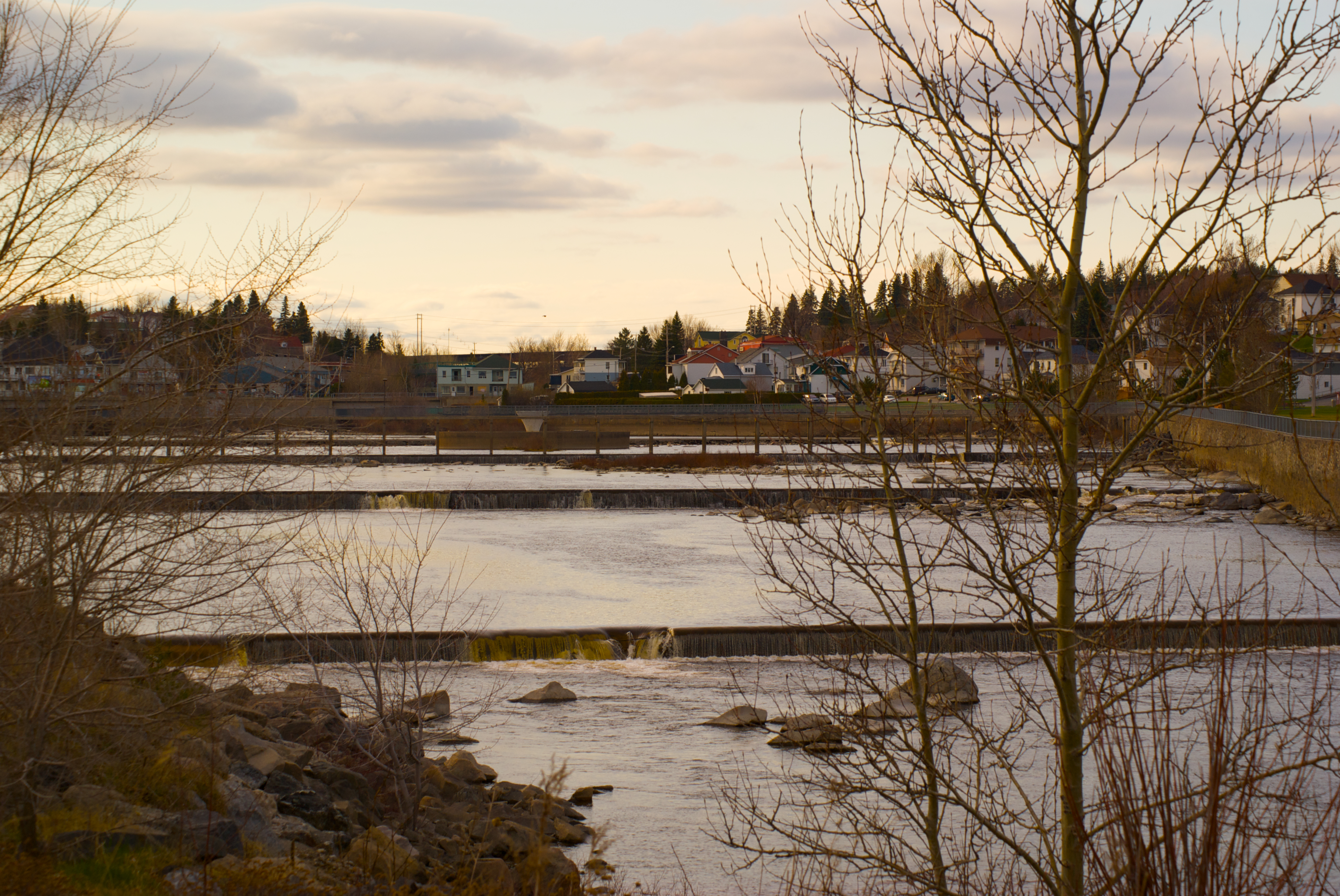
Les paliers de la Petite Décharge
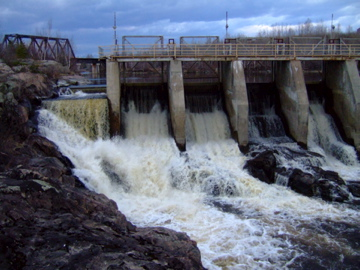
Barrage sur la rivière la Petite-Décharge

## Toponymie
Ce toponyme est signalé par l'arpenteur Edmond Duberger dans un rapport du 29 avril 1861, date probablement du XVIIIe siècle,.
Le toponyme de « La Petite Décharge » a été officialisé le 5 décembre 1968 à la Banque des noms de lieux de la Commission de toponymie du Québec.